# جون إل. أوبراين
جون إل. أوبراين (بالإنجليزية: John L. O'Brien)‏ هو سياسي أمريكي، ولد في 22 نوفمبر 1911 في سياتل في الولايات المتحدة، وتوفي بنفس المكان في 22 أبريل 2007. انتخب عضو مجلس نواب واشنطن.